# Jack Fournier
John Frank "Jack" Fournier (28 de setembro de 1889 – 5 de setembro de 1973) foi um jogador profissional de beisebol que atuou como primeira base e outfielder. Jogou na Major League Baseball (MLB) pelo Chicago White Sox, New York Yankees, St. Louis Cardinals, Brooklyn Robins e Boston Braves de 1912 até 1927.

## Depois da aposentadoria como jogador
Após sua aposentadoria como jogador, Fournier foi treinador na UCLA de 1934 até 1936. Posteriormente foi olheiro dos St. Louis Browns (1938–1942, 1944–1949), Chicago Cubs (1950–1957), Detroit Tigers (1960) e Cincinnati Reds (1961–1962).